# Sanfilippodytes planiusculus
Sanfilippodytes planiusculus är en skalbaggsart som först beskrevs av Henry Clinton Fall 1923.  Sanfilippodytes planiusculus ingår i släktet Sanfilippodytes och familjen dykare. Inga underarter finns listade i Catalogue of Life.